# Love is Like a Cocktail
Love is Like a Cocktail (お酒は夫婦になってから?, Osake wa fūfu ni natte kara, lett. "Dal momento che il liquore è diventato una coppia") è un manga scritto e disegnato da Crystal na Yōsuke, serializzato sul sito web Yawaraka Spirits di Shōgakukan dal 3 aprile 2015. Un adattamento anime, prodotto da Creators in Pack, è stato annunciato ad aprile 2017.

## Media

### Manga
Il manga, scritto e disegnato da Crystal na Yōsuke, ha iniziato la serializzazione sul sito web Yawaraka Spirits di Shogakukan il 3 aprile 2015. Il primo volume tankōbon è stato pubblicato il 9 ottobre 2015 e al 12 maggio 2017 ne sono stati messi in vendita in tutto sei.

### Anime

#### Episodi
| Nº | Titolo italiano Giapponese 「Kanji」 - Rōmaji                                | In onda          | In onda |
| Nº | Titolo italiano Giapponese 「Kanji」 - Rōmaji                                | Giapponese       |         |
| 1  | Primo Bicchiere: Umeshu Lemon Soda 「梅スプレッド」 - Ume Supureddo          | 3 ottobre 2017   |         |
| 2  | Secondo Bicchiere: Mikan Breeze 「みかんブリーゼ」 - Mikan Burīze            | 10 ottobre 2017  |         |
| 3  | Terzo Bicchiere: Cinderella 「シンデレラ」 - Shinderera                      | 17 ottobre 2017  |         |
| 4  | Quarto Bicchiere: Spritzer 「スプリッツァー」 - Supurittsā                   | 24 ottobre 2017  |         |
| 5  | Quinto bicchiere: Banana Cocktail 「バナナカクテル」 - Banana Kakuteru       | 31 ottobre 2017  |         |
| 6  | Sesto Bicchiere: Bellini 「ベリーニ」 - Berīni                               | 7 novembre 2017  |         |
| 7  | Settimo Bicchiere: Irish Coffee 「アイリッシュコーヒー」 - Airisshukōhī      | 14 novembre 2017 |         |
| 8  | Ottavo Bicchiere: Tamagozake 「玉子酒」 - Tamagozake                         | 21 novembre 2017 |         |
| 9  | Nono Bicchiere: Zoom 「ズーム」 - Zūmu                                       | 28 novembre 2017 |         |
| 10 | Decimo Bicchiere: Shandygaff 「シャンディガフ」 - Shandigafu                 | 5 dicembre 2017  |         |
| 11 | Undicesimo Bicchiere: In una serata di pioggia 「雨の夜に」 - Ame no Yoru ni | 12 dicembre 2017 |         |
| 12 | Dodicesimo Bicchiere: Prima Volta 「ファーストタイム」 - Fāsutotaimu         | 19 dicembre 2017 |         |
| 13 | Tredicesimo Bicchiere: Frozen Mango 「マンゴーフローズン」 - Mangōfurōzun    | 26 dicembre 2017 |         |